# Guéorgui Damyanovo (obchtina)
La commune de Guéorgui Damyanovo (en bulgare Георги Дамяново - Obchtina Guéorgui Damyanovo) est située dans le nord-ouest de la Bulgarie.

## Géographie
La commune de Guéorgui Damyanovo est située dans le nord-ouest de la Bulgarie, à 110 km au nord-nord-ouest de  Sofia.
Son chef lieu est le village de Guéorgui Damyanovo et elle fait partie de la région de Montana.

## Administration

### Structure administrative
La commune compte 13 villages :
| - village de Dalgi dél - village de Diva slatina - village d'Élovitsa - village de Gavril Guénovo - village de Guéorgui Damyanovo | - village de Glavanovtsi - village de Govéjda - village de Kaménna riksa - village de Kopilovtsi - village de Mélyané | - village de Poméjdine - village de Tchémiche - village de Vidlitsa |

### Maires
- 1995-2003 Aleksandar Svilarov (Liste d'union PSB - UAAS - CPE)
- 1999-2003 Todor Todorov (UFD)
- 2003-2007 Todor Todorov (FDU)
- 2007-20.. Délyan Dimitrov (GERB)

## Galerie

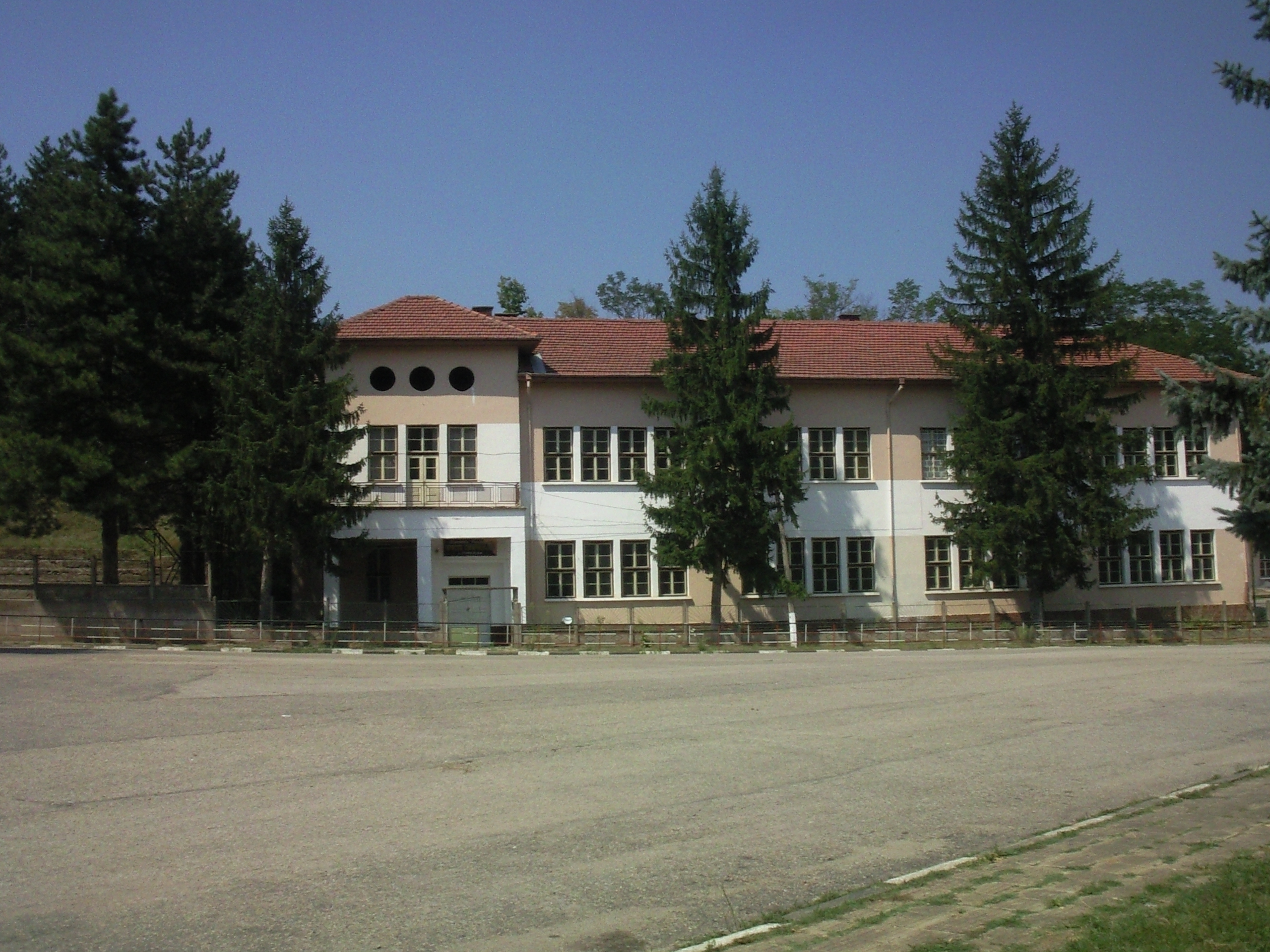
Le centre du village de Govéjda